# Christa Meves
Christa Meves (geborene Mittelstaedt; * 4. März 1925 in Neumünster) ist eine rechts-konservative deutsche Kinder- und Jugendlichenpsychotherapeutin und Schriftstellerin.

## Leben
Nach dem Studium der Geographie, Germanistik und Philosophie an den Universitäten Breslau und Kiel absolvierte sie ihr Staatsexamen in Hamburg, wo sie zusätzlich Psychologie studierte. 1962 schloss sie im psychotherapeutischen Institut in Göttingen ihre Zusatzausbildung zur Kinder- und Jugendlichenpsychotherapeutin (Psychagogin) ab. 1992 erhielt sie die staatliche Anerkennung. Sie ist Mitglied der Psychotherapeutenkammer Niedersachsen.
Christa Meves arbeitet in Uelzen. Sie hat mehr als 100 Bücher verfasst, die in bis zu 13 Sprachen übersetzt wurden. Von 1978 bis 2006 war sie Mitherausgeberin der Wochenzeitung Rheinischer Merkur. Meves ist auch Autorin der rechtskatholischen Zeitung Die Tagespost.
Seit 1946 war sie mit dem Augenarzt Harald Meves († 2003) verheiratet. Ab 1973 war sie berufenes Mitglied der Synode der Evangelischen Kirche in Deutschland, aus der sie auf eigenen Wunsch 1984 ausschied. 1987 konvertierte sie zur römisch-katholischen Kirche.

## Arbeit
Christa Meves entwickelte auf Grundlage der neoanalytischen Antriebslehre und der Instinktlehre von Konrad Lorenz und Niko Tinbergen, der Entwicklungspsychologie und aus Erkenntnissen ihrer kinderpsychotherapeutischen Praxiserfahrung ein eigenes Konzept. Dieses wurde später durch Ergebnisse aus der Gehirn- und Hormonforschung abgestützt, was sie in dem Buch Geheimnis Gehirn dann niederlegte. Meves entwickelte eine Theorie von Persönlichkeitstypen, die sie in Darstellungs-, Ordnungs-, Einsiedler- und Hingabetypen unterschied.
In der Frage der psychotherapeutischen Behandlung im Strafvollzug warnte Meves davor, die „Reversibilität eingebahnter krimineller Verhaltensstörungen leichtfertig zu überschätzen“. Wiederholungstäter seien häufig gar nicht in der Lage, ihr Handeln zum Zeitpunkt der Tatbegehung situationsgerecht abzuschätzen, so dass ein vorsätzliches Begehen oft nicht vorliege und somit ein Strafvorwurf nicht gemacht werden könne.
In ihrem Buch Manipulierte Maßlosigkeit unterzog sie die Bücher Der aufgeklärte Eros (1964) von Alex Comfort und Sexualerziehung (1970) von Helmut Kentler einer scharfen Kritik. Bei dem Buch von Kentler gewinne man „ganz deutlich“ den Eindruck, „dass hier echte Demagogie betrieben wird. Hier soll politisch verhetzt und gleichzeitig Anarchie gefördert werden. Die Anweisungen von Herrn Kentler“ zur Geschlechtserziehung seien teuflischen „Strategien zur Verderbnis des Menschen“ vergleichbar. In ihrem Aufsatz Der verkopfte Mensch machte sie die Philosophie der Aufklärung und insbesondere Kants für eine Überbewertung des Denkens und eine Abwertung der Gefühle verantwortlich. Die Religion ordnet sie hier einseitig dem Bereich des Gefühls zu.

## Politisches und religiöses Engagement
1981 gründete der Herder-Verlag den Freundeskreis Christa Meves, der ab 1996 zu dem Verein Verantwortung für die Familie (VFA e. V.) erweitert wurde. Hieraus ging dann unter der Leitung von Christa Meves das ECCM (Eltern-Colleg Christa Meves), eine fortbildende Elternschule, hervor. Dem ECCM angeschlossen sind das Väter-Colleg Christa Meves und das Eltern-Colleg Christa Meves, die ihre Kurse als Veranstaltungen des Engelwerkes und seines Kreuzordens anbieten.
In den 1970er Jahren hielt Meves einen Vortrag bei der rechtsextremen Gesellschaft für biologische Anthropologie, Eugenik und Verhaltensforschung.
1978 schrieb Meves für Herbert Gruhl und dessen neugegründete Umweltpartei Grüne Aktion Zukunft (GAZ) an einigen programmatischen Punkten mit. Später wurde Meves als Mitglied der Kleinpartei AUF – Partei für Arbeit, Umwelt und Familie aktiv. Für die Europawahl 2014 war sie die Spitzenkandidatin der AUF-Partei. Sie setzte sich außerdem für das Familiennetzwerk ein, das christlich-konservative Positionen vertritt.
Christa Meves war Mitarbeiterin der nationalkonservativen Zeitung Schweizerzeit. Sie schrieb auch für das 2012 als rechtsextrem eingestufte und daraufhin abgeschaltete Portal kreuz.net.
Sie konvertierte im Jahr 1987 zum Katholizismus und übt Kritik an der evangelisch-lutherischen Kirche.

## Rezeption und Kritik
1976 veröffentlichte Klaus Reblin, Hauptpastor an St. Katharinen in Hamburg und Generalsekretär des Deutschen Evangelischen Kirchentags, einen kritischen Artikel über Meves in der Wochenzeitung Die Zeit. Reblin fragte: „Für wen schreibt diese evangelische Frau? Wer liest die Hunderttausende von Büchern, die unter ihrem Namen im katholischen Herder-Verlag erscheinen? Nach allem, was ich von Meves gelesen habe, können es nur Menschen voller Ressentiments gegenüber der Moderne sein. Menschen, die eine Bestätigung ihrer Vorurteile gegenüber allem Neuen brauchen – schwarz auf weiß.“ 1978 veröffentlichte Christian Schultz-Gerstein im Spiegel einen kritischen Artikel über Meves. Der Erziehungswissenschaftler Micha Brumlik behauptet, Meves werde „von wissenschaftlichen Erziehungsberatern so wenig ernst genommen wie von der akademischen Psychologie“. In einem ihrer Bücher aus dem Jahr 2000 überschreite sie „die Grenzen einer engagierten, konservativen Lebensberatung in Richtung hetzerischer Weltanschauungstraktätchen“.
Einer der von ihren Kritikern meistzitierten Sätze stammt aus ihrem „Ehe-Alphabet“ (1973): „Die Frau hat von ihrer biologischen Aufgabe her ein natürliches Bedürfnis nach Unterwerfung, der Mann nach Eroberung und Beherrschung.“ Kritiker werfen ihr auch vor, dass sie 1977 in einem Interview mit der damals rechtsextremen Zeitschrift Mut bekannte, „dank Ableistungen für Führer, Volk und Vaterland“ habe sie „in den letzten Kriegsjahren mehr praktische Psychologie und Pädagogik gelernt als später an der Universität“. Meves wurde auch vorgehalten, in politisch rechten Medien zu publizieren. Der Politikwissenschaftler Wolfgang Gessenharter wies 1989 darauf hin, dass sie nicht nur „gern gesehener Gast“ des Studienzentrums Weikersheim sei, sondern auch eine Frau, „die sich nicht scheut, in Presseerzeugnissen des rechtsextremen Verlegers Gerhard Frey (DVU) mit einem Interview aufzutauchen und mittlerweile auch in Schönhubers Zeitschrift ‚Republikaner‘ zu schreiben“. Die Bundesregierung machte 1997 darauf aufmerksam, dass sie Kuratoriumsmitglied der „Ludwig-Frank Stiftung für ein freiheitliches Europa“ war, die Kontakte zu Gruppierungen des rechtsextremen Spektrums unterhielt.
Es wird außerdem kritisiert, dass Meves sexuelle Aufklärung als völlig überflüssig darstellt, wenn sie schreibt: „Das Ziel der geschlechtlichen Erziehung kann also unmöglich darin bestehen, Kenntnisse und Praktiken über sexuelle Vorgänge zu erwerben. … Sexualität ist, wie bei den Tieren, ein Triebgeschehen, zu dessen Funktionieren es absolut keiner Aufklärung bedarf.“ Der evangelische Pfarrer Helmut Schütz weist Meves’ Kritik an der von der Landeszentrale für Gesundheitsförderung in Rheinland-Pfalz herausgegebenen Aufklärungsbroschüre Let’s Talk About Sex entschieden zurück. Meves sei „ideologisch verblendet“.
Der Schriftsteller Richard Wagner zählt Meves zu den „fundamentalistisch auftretenden Damen“, die 1982 die geistig-moralische Wende erwarteten, aber heute „in bemerkenswerter Weise machtlos“ seien. Meves’ Deutung von Harry Potter als „Zeichen unserer gottlosen Zeit“ blieb auch von katholischen Theologen nicht unwidersprochen.
Die katholische Schriftstellerin Luise Rinser empörte sich über einen Bericht von einem Treffen Homosexueller, in dem Meves schrieb: „Man wünscht sich wieder saubere, aufrechte junge Männer.“ Rinser kommentierte: „Also sind Homosexuelle keine sauberen, aufrechten Menschen? [Männer.] Also sind sie unsauber und geduckt und feige? Also entsprechen sie nicht dem Bild vom sauberen Deutschen, wie Hitler ihn haben wollte? Wie klein ist der Schritt zu der Forderung Hitlers nach SS-Idealgestalten?“ Hans-Georg Stümke und Rudi Finkler bezeichneten Meves in ihrem „Standardwerk“ Rosa Winkel, rosa Listen (1981) als „Deutschlands führende Homophobe“, weil sie „seit Jahren einen ideologischen Kreuzzug gegen Homosexuelle“ führe.

## Auszeichnungen
- 1974 Wilhelm-Bölsche-Medaille
- 1976 Prix Amade
- 1977 Goldmedaille des Herder-Verlags
- 1978 Niedersächsischer Verdienstorden
- 1979 Konrad-Adenauer-Preis der Deutschland-Stiftung
- 1982 Sonnenscheinmedaille der Aktion Sorgenkind
- 1984 Medal of Merit
- 1985 Bundesverdienstkreuz Erster Klasse
- 1995 Preis der Stiftung für Abendländische Besinnung
- 1996 Preis für Wissenschaftliche Publizistik
- 2000 „Goldene Rosine“ des Vereins „Bürger fragen Journalisten“
- 2000 Bistumsmedaille des Bistums Hildesheim
- 2001 Deutscher Schulbuchpreis
- 2005 Großes Verdienstkreuz des Niedersächsischen Verdienstordens
- 2005 Gregoriusorden (II. Kl.)[34]
- 2007 Stiftungspreis der Lebensrechtsorganisation Ja zum Leben[35]

## Schriften (Auswahl)
- Ich will leben. Briefe an Martina. Probleme des Jugendalters. Weißes Kreuz, Kassel 1974, ISBN 3-87893-005-4 (viele Auflagen).
- Der Weg zum sinnerfüllten Leben. Orientierung und Hilfen. Herder, Freiburg im Breisgau 1980, ISBN 3-451-07931-3.
- Kleines ABC für Seelenhelfer. Grundregeln für die Begegnung mit Ratsuchenden und Patienten. Herder, Freiburg im Breisgau 1980, ISBN 3-451-07810-4.
- Wahrheit befreit. Argumente für den katholischen Glauben gegen die Anwürfe der Moderne aus psychologischer Sicht.  3. Auflage, Christiana, Stein am Rhein 1995, ISBN 3-7171-0971-5.
- Erziehen lernen. Was Eltern und Erzieher wissen sollten. Resch 1996, ISBN 3-9300-3951-6.
- Manipulierte Masslosigkeit: psychische Gefahren im technisierten Leben; die Schwierigkeit, im Wohlstand glücklich zu sein; „Befreiung zum Sex“ – 30 Jahre danach; Gleichheitsideologie am Ende. 42. Auflage (405.–407. Tsd.), Christiana, Stein am Rhein 2000, ISBN 3-7171-1031-4 (Erstauflage: Herder, Freiburg im Breisgau 1971).
- Verführt, manipuliert, pervertiert: die Gesellschaft in der Falle modischer Irrlehren; Ursachen – Folgen – Auswege. Resch, Gräfelfing 2003, ISBN 978-3-935197-29-8.